# Lenharrée
Lenharrée est une commune française située dans le département de la Marne en région Grand Est.

## Géographie

### Situation
Lenharrée est un village situé au cœur de la Champagne crayeuse, à une dizaine de kilomètres à l'est de Fère-Champenoise et à une trentaine de kilomètres au sud de Châlons-en-Champagne, sur la rivière la Somme, confluent avec la Soude de la Somme-Soude.
Lenharrée est frontalière avec quatre communes : Normée, Fère-Champenoise au nord-ouest, Soudron au nord-est, Vassimont-et-Chapelaine au sud-est, et Connantray-Vaurefroy au sud-ouest.
| Normée (Fère-Champenoise) |           | Soudron                 |

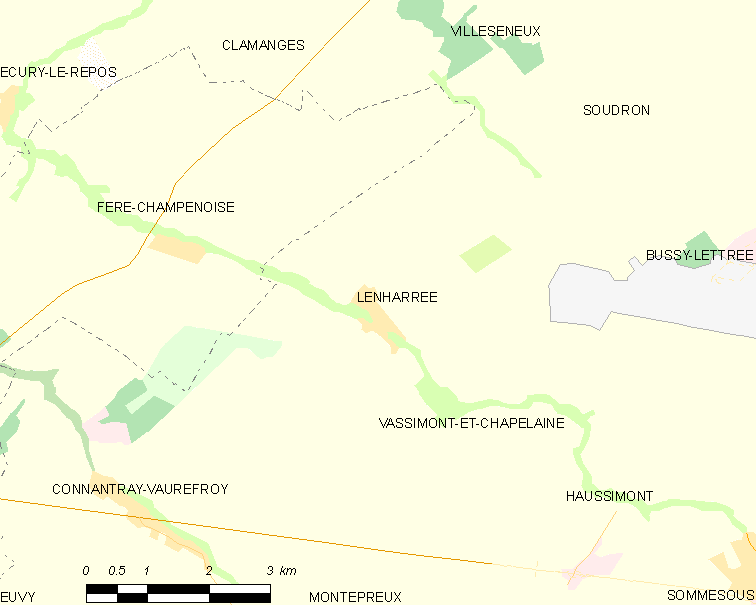
Carte de la commune.

|                           | Lenharrée |                         |
| Connantray-Vaurefroy      |           | Vassimont-et-Chapelaine |

### Voies de communications
Plusieurs voies routières traversent le village : la route départementale D 18 qui est parallèle à la Somme ; la route communale qui conduit à l'ancienne gare et vers la route nationale 4 via Connantray-Vaurefroy.
Lenharrée se situe à proximité de la route départementale D 5 (Châlons-en-Champagne-Fère-Champenoise) qui se trouve à 3,5 km de Lenharrée à Normée ; la route départementale D 977 (ancienne RN 77, Sedan-Troyes-Nevers) qui passe à Sommesous à 8 km de Lenharrée ; la route nationale N4 (Paris-Strasbourg) qui est à 5 km de Lenharrée au niveau de Connantray-Vaurefroy et l'autoroute A26 (Londres-Lille-Dijon-Lyon) qui traverse le territoire de Sommesous à une dizaine de kilomètres de Lenharrée.
Lenharrée se trouve par voie routière à 58 km de Troyes, 63 km de Reims (via Épernay) et 140 km de Paris. Le village est également situé à environ 280 km de Lille, 300 km de Bruxelles (via Charleville-Mézières), 320 km de Strasbourg (via Nancy) et 420 km de Lyon.
L'aéroport le plus proche est l'aéroport Paris Vatry.

### Hydrographie
La commune est dans la région hydrographique « la Seine de sa source au confluent de l'Oise (exclu) » au sein du bassin Seine-Normandie. Elle est drainée par la Somme-Soude, le ruisseau de la Pelle et le Fossé 06 de l'Étang,.
La Somme-Soude, d'une longueur de 60 km, prend sa source dans la commune de Sommesous et se jette  dans la Marne à Aigny, après avoir traversé 18 communes. 

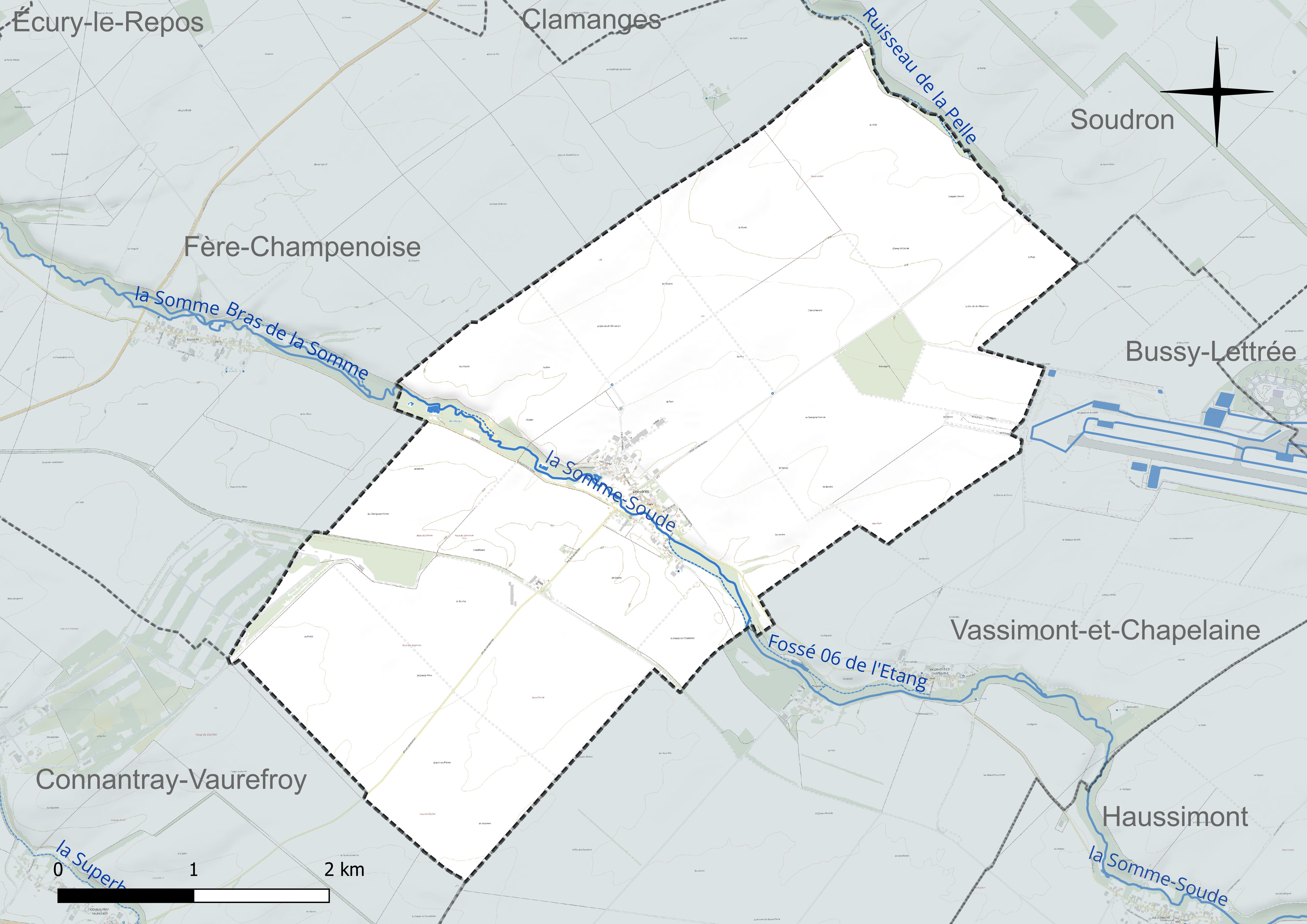
Réseau hydrographique de Lenharrée.

### Climat
Pour des articles plus généraux, voir Climat du Grand Est et Climat de la Marne.
En 2010, le climat de la commune est de type climat océanique dégradé des plaines du Centre et du Nord, selon une étude du Centre national de la recherche scientifique s'appuyant sur une série de données couvrant la période 1971-2000. En 2020, Météo-France publie une typologie des climats de la France métropolitaine dans laquelle la commune est exposée à un climat océanique altéré et est dans la région climatique  Nord-est du bassin Parisien, caractérisée par un ensoleillement médiocre, une pluviométrie moyenne régulièrement répartie au cours de l’année et un hiver froid (3 °C). 
Pour la période 1971-2000, la température annuelle moyenne est de 10,5 °C, avec une amplitude thermique annuelle de 15,9 °C. Le cumul annuel moyen de précipitations est de 731 mm, avec 11,9 jours de précipitations en janvier et 8,1 jours en juillet. Pour la période 1991-2020, la température moyenne annuelle observée sur la station météorologique de Météo-France la plus proche, « Sommesous », sur la commune de Sommesous à 7 km à vol d'oiseau, est de 10,8 °C et le cumul annuel moyen de précipitations est de 816,9 mm. 
La température maximale relevée sur cette station est de 42,2 °C, atteinte le 25 juillet 2019 ; la température minimale est de −26,5 °C, atteinte le 14 février 1956,,. 
Les paramètres climatiques de la commune ont été estimés pour le milieu du siècle (2041-2070) selon différents scénarios d'émission de gaz à effet de serre à partir des nouvelles projections climatiques de référence DRIAS-2020. Ils sont consultables sur un site dédié publié par Météo-France en novembre 2022.

## Urbanisme

### Typologie
Au 1er janvier 2024, Lenharrée est catégorisée commune rurale à habitat dispersé, selon la nouvelle grille communale de densité à sept niveaux définie par l'Insee en 2022.
Elle est située hors unité urbaine et hors attraction des villes,.

### Occupation des sols
L'occupation des sols de la commune, telle qu'elle ressort de la base de données européenne d’occupation biophysique des sols Corine Land Cover (CLC), est marquée par l'importance des territoires agricoles (91,4 % en 2018), une proportion sensiblement équivalente à celle de 1990 (91,6 %). La répartition détaillée en 2018 est la suivante :
terres arables (91,4 %), forêts (4,3 %), zones urbanisées (2,1 %), milieux à végétation arbustive et/ou herbacée (2,1 %). L'évolution de l’occupation des sols de la commune et de ses infrastructures peut être observée sur les différentes représentations cartographiques du territoire : la carte de Cassini (XVIIIe siècle), la carte d'état-major (1820-1866) et les cartes ou photos aériennes de l'IGN pour la période actuelle (1950 à aujourd'hui).

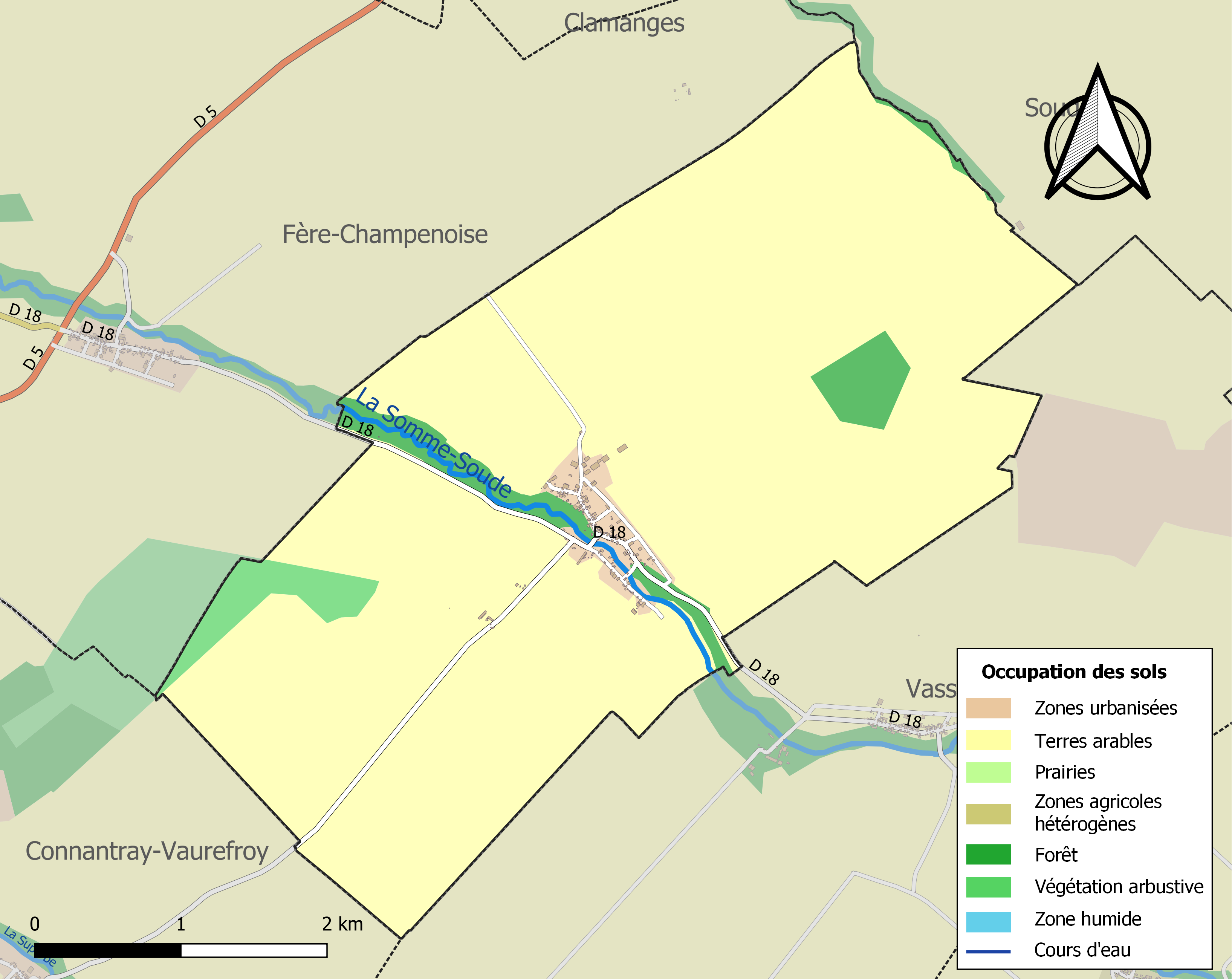
Carte des infrastructures et de l'occupation des sols de la commune en 2018 (CLC).

## Économie
La vie économique du village repose essentiellement sur l'agriculture, avec 13 exploitations agricoles en grandes cultures (céréales, légumineuses, betteraves) sur une surface d'environ 1 775 hectares, trois entreprises de travaux agricoles et un silo agricole.
D'autres activités sont également représentées avec une entreprise de maçonnerie et construction, et deux entreprises de mécanique (automobile et générale de précision).

## Histoire
En 1914, Lenharrée est au cœur de la première bataille de la Marne. Du 5 au 11 septembre 1914, c'est un des villages de la ligne de résistance française (9e armée de Foch). Gagnée par Joffre, la bataille de la Marne s'avère décisive pour la suite de la Première Guerre mondiale, mais le bilan est lourd, qu'il soit matériel (80 % du village est détruit) ou humain. Les régiments belligérants étaient essentiellement composés de Bretons et de Vendéens dans le camp français par la 2e division d'infanterie et la 22e division d'infanterie de Vannes, de Saxons pour les Allemands (en supériorité numérique écrasante). Les Français ont tenu si longtemps que, après la prise du village par les Allemands, le commandant fut impressionné par la résistance des Français. Il fit donc défiler ses troupes devant le commandant français, le capitaine Henri de Saint-Bon.
Cette guerre a valu au village une citation et la Croix de guerre 1914-1918. 2 952 communes sont décorées de la Croix de guerre 1914-1918 entre 1917 et 1926. Lorsque la Croix de guerre est décernée à titre collectif, elle l'est toujours avec palme, soit le plus haut degré.

### Toponymie
Lenharrée tire son nom d'une dénomination de propriété gallo-franque Lanheriacum. Ce nom est composé d'un nom d'homme latinisé Lanharius avec le suffixe « iacum » qui désigne la propriété.
On trouve dès les années 1250 l'orthographe Lanharé, ce qui prouve qu'on disait déjà « lan-aré » et non pas « lène-aré », la prononciation actuelle étant « lan-ré ».
Bien que d'autres communes comme La Hérie et Le Hérie-la-Viéville dans l'Aisne aient la même étymologie, c'est le seul village de France qui ait cette prononciation actuellement.

### Héraldique
| Armes des seigneurs de Lenharé | Les armes de la famille de Lenharé se blasonnent ainsi :« D’argent à deux cotices de sable ». |

## Politique et administration
Par décret du 29 mars 2017, la commune est détachée le 31 mars 2017 de l'arrondissement d'Épernay pour intégrer l'arrondissement de Châlons-en-Champagne.

### Intercommunalité
Conformément au schéma départemental de coopération intercommunale de la Marne du 15 décembre 2011, la commune antérieurement membre de la communauté de communes de l'Europort, est désormais membre de la nouvelle communauté d'agglomération Cités-en-Champagne.
Celle-ci résulte en effet de la fusion, au 1er janvier 2014, de l'ancienne communauté d'agglomération de Châlons-en-Champagne, de la communauté de communes de l'Europort, de la communauté de communes de Jâlons (sauf la commune de Pocancy qui a rejoint la communauté de communes de la Région de Vertus) et de la communauté de communes de la Région de Condé-sur-Marne,.

### Liste des maires
| Période | Période                      | Identité             | Étiquette | Qualité |
| ------- | ---------------------------- | -------------------- | --------- | ------- |
| 1945    | 1948                         | Georges Thénot       |           |         |
| 1948    | 1965                         | Émile Lallement      |           |         |
| 1965    | 1978                         | Raymond Monchaussé   |           |         |
| 1978    | 1983                         | Pierre Lacuisse      |           |         |
| 1983    | 1989                         | Pierre Foy           |           |         |
| 1989    | 2001                         | Thérèse Bidaut       |           |         |
| 2001    | 2014                         | Rémi Foy             |           |         |
| 2014    | En cours (au 4 juillet 2014) | Jean-Pierre Lacuisse |           |         |

## Démographie
Lenharrée comptait 46 feux en 1664, puis 49 en 1690, 54 en 1709, 39 en 1713, 43 en 1720 et 44 en 1725. En 1774, le village accueillait 204 habitants.
L'évolution du nombre d'habitants est connue à travers les recensements de la population effectués dans la commune depuis 1793. Pour les communes de moins de 10 000 habitants, une enquête de recensement portant sur toute la population est réalisée tous les cinq ans, les populations de référence des années intermédiaires étant quant à elles estimées par interpolation ou extrapolation. Pour la commune, le premier recensement exhaustif entrant dans le cadre du nouveau dispositif a été réalisé en 2004.

En 2022, la commune comptait 109 habitants, en évolution de +18,48 % par rapport à 2016 (Marne : −1,19 %, France hors Mayotte : +2,11 %).
| 1793 | 1800 | 1806 | 1821 | 1831 | 1836 | 1841 | 1846 | 1851 |
| ---- | ---- | ---- | ---- | ---- | ---- | ---- | ---- | ---- |
| 235  | 254  | 265  | 249  | 259  | 251  | 273  | 230  | 243  |

| 1856 | 1861 | 1866 | 1872 | 1876 | 1881 | 1886 | 1891 | 1896 |
| ---- | ---- | ---- | ---- | ---- | ---- | ---- | ---- | ---- |
| 249  | 201  | 186  | 185  | 182  | 173  | 175  | 188  | 171  |

| 1901 | 1906 | 1911 | 1921 | 1926 | 1931 | 1936 | 1946 | 1954 |
| ---- | ---- | ---- | ---- | ---- | ---- | ---- | ---- | ---- |
| 165  | 157  | 157  | 139  | 141  | 149  | 137  | 115  | 143  |

| 1962 | 1968 | 1975 | 1982 | 1990 | 1999 | 2004 | 2006 | 2009 |
| ---- | ---- | ---- | ---- | ---- | ---- | ---- | ---- | ---- |
| 176  | 145  | 123  | 139  | 132  | 107  | 91   | 87   | 101  |

| 2014 | 2019 | 2022 | - | - | - | - | - | - |
| ---- | ---- | ---- | - | - | - | - | - | - |
| 94   | 100  | 109  | - | - | - | - | - | - |

## Lieux et monuments
- Église Saint-Étienne (art roman champenois du XIIe siècle).
- Cimetière attenant à l'église où se trouvent le monument aux morts des deux guerres mondiales, le monument « aux 540 soldats français tombés à Lenharrée », dit monument « aux Bretons », les tombes de militaires tués sur le territoire de la commune (d'autres sépultures sont éparpillées dans la commune ou regroupées dans le carré militaire de Fère-Champenoise).
- Village fleuri, Lenharrée est récompensé de 3 fleurs au Concours des villes et villages fleuris[27].

## Personnalités liées à la commune
- Catherine Hémart, décédée à Lenharrée le 21 mai 1768, dans sa 103e année, longévité (prouvée[28]) qui reste exceptionnelle au XVIIIe siècle en France et dans le monde.
- Jacques François de Gaulle (1716, Châlons-en-Champagne - 1783, Villevenard), prêtre vicaire à Montmort, curé de Lenharrée et de Normée puis de Villevenard, doyen de Vertus, cousin à la septième génération de Charles de Gaulle[29].
- Pierre-Gaston Brion (1767, Lenharrée - 1855, Fère-Champenoise), et son fils Isidore-Hippolyte-Nicolas Brion (1799, Paris - 1863, Paris), sculpteurs.
- Théodore-Polycarpe Brisson (1828, Lenharrée - 1897, Châlons-sur-Marne), botaniste.
- Ernest Félix (1847, Lenharrée - 1914, Lenharrée), ancien maire, tué lors de la bataille de la Marne le 7 septembre 1914, mort pour la France, chevalier de la Légion d'honneur[30].
- Émile Brisson (1852, Lenharrée - 1935, Nogent-sur-Marne), directeur d'école primaire, maire de Nogent-sur-Marne de 1907 à 1919, puis conseiller général du département de la Seine (75) dont il sera le président de 1924 à 1925, chevalier, le 26 juillet 1919, puis officier de la Légion d'honneur, le 7 mars 1925[31].